# 前坪乡
前坪乡，是中华人民共和国福建省三明市大田县下辖的一个乡镇级行政单位。

## 行政区划
前坪乡下辖以下地区：
前坪村、黎明村、福井村、吉坑村、黄龙村、山川村、湖坪村、上地村、下坑村、下地村和北坑村。